# 24-celule

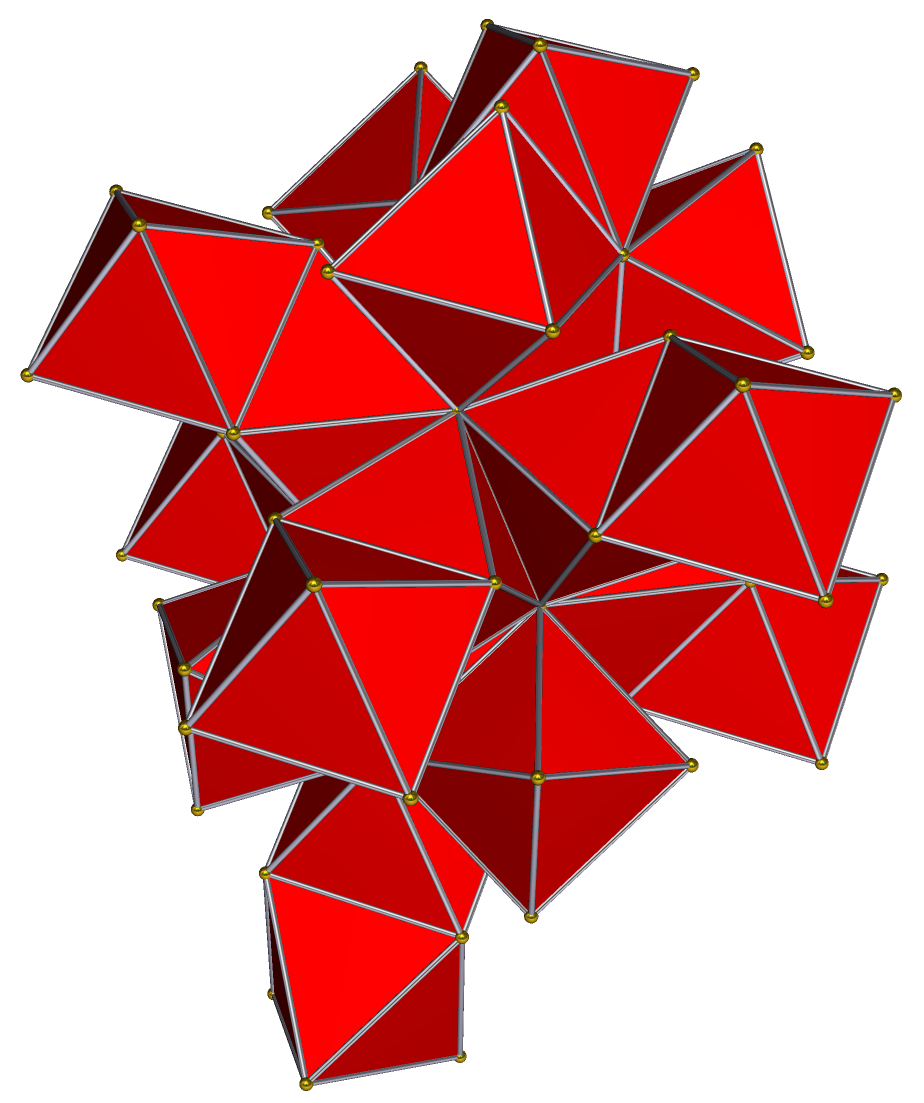
Desfășurată

În geometrie 24-celule este un obiect cvadridimensional, un 4-politop convex regulat (analog cvadridimensional al poliedrelor platonice), cu simbolul Schläfli {3,4,3}. Mai este cunoscut drept octaplex, C24 sau alte denumiri întâlnite în literatura în limba engleză.
Este format din celule octaedrice dintre care câte 6 se întâlnesc în fiecare vârf și câte 3 în fiecare latură. Împreună celulele au 96 de fețe triunghiulare, 96 de laturi și 24 de vârfuri. Figura vârfului este un cub. 24-celule este autodual. Acesta și tesseractul sunt singurele 4-politopuri convexe regulate la care lungimea muchiei este egală cu raza sferei circumscrise.
24-celule nu are un analog regulat tridimensional. Este singurul dintre cele șase 4-politopuri convexe regulate, care nu este analogul în patru dimensiuni al unuia dintre cele cinci poliedre platonice. Totuși, poate fi văzut ca analogul unei perechi de poliedre neregulate: cuboctaedrul și dualul său, dodecaedrul rombic.
24-celule identice fiind în contact la nivel de fețe pot umple spațiul cvadridimensional, formând fagurele 24-celule. Ca un politop care poate pava prin translație, 24-celule este un exemplu de paralelotop, cel mai simplu care nu este și un zonotop.

## Geometrie
24-celule încorporează geometriile fiecărui politop regulat convex din primele patru dimensiuni, cu excepția 5-celule, a celor cu un 5 în simbolul lor Schlӓfli și a poligoanelor {7} și cu mai multe laturi. Explorarea unui 24-celule este deosebit de utilă deoarece se pot vedea relațiile geometrice dintre toate aceste politopuri regulate într-un singur 24-celule sau fagurele său.
24-celule este al patrulea din secvența de 6 politopuri regulate convexe (în ordinea mărimii și complexității). Politopurile regulate convexe pot fi ordonate după dimensiune ca măsură a conținutului 4-dimensional (hipervolum) pentru aceeași rază. Fiecare politop mai mare din secvență este „mai rotund” decât predecesorul său, cuprinzând mai mult conținut în aceeași rază. 5-celule (4-simplexul) este cel mai mic, iar 120-celule este cel mai mare. Complexitatea poate fi apreciată comparând matricele configurațiilor lor, sau chiar doar numerele vârfurilor lor.

### Coordonate

#### Pătrate
24-celule este anvelopa convexă a vârfurilor sale, care poate fi descrisă de permutările celor 24 de coordonate:
{\displaystyle (\pm 1,\pm 1,0,0)\in \mathbb {R} ^{4}}.
Aceste coordonate pot fi generate ca , rectificând 16-celule, , cu permutările a 8 vârfuri (±2,0,0,0). Figura vârfului a 16-celule este octaedrul; astfel, tăierea vârfurilor unui 16-celule la mijlocul laturilor incidente în vârf produce 8 celule octaedrice. Acest proces produce și rectificarea celulelor tetraedrice ale 16-celule, care devin 16 octaedre, dând cele 24 de celule octaedrice ale 24-celule.
În acest cadru, 24-celule are laturi de lungime √2 și este înscris într-o 3-sferă de rază √2. În mod remarcabil, lungimea muchiei este egală cu raza sferei circumscrise, ca la hexagon, sau cuboctaedru. Astfel de politopuri sunt echilaterale radial.
Cele 24 de vârfuri formează 18 pătrate mari (3 seturi de 6 plane ortogonale), dintre care câte 3 se întâlnesc în fiecare vârf. În fiecare vârf ajunge unul dintre aceste pătrate, astfel că 24-celule poate fi văzut ca vârfurile a 3 perechi de pătrate complet ortogonale care nu se întâlnesc în niciun vârf, doar în centrul comun.

#### Hexagoane
24-celule este autodual, având același număr de vârfuri (24) ca și celulele și același număr de laturi (96) ca și fețele.
Dacă dualul 24-celule cu lungimea laturii √2 este generat pe baza sferei încrise, se obține un alt 24-celule, care are lungimea laturii și raza sferei circumscrise 1, iar coordonatele sale descriu mai bine structura. În acest cadru, 24-celule este poziționat cu un vârf în sus, iar vârfurile sale pot fi obținute după cum urmează:
8 vârfuri obținute prin permutarea coordonatelor întregi:
(±1, 0, 0, 0)
și 16 vârfuri cu coordonate la jumătate de întreg, de forma:
(±1/2, ±1/2, ±1/2, ±1/2)
toate 24 aflându-se la distanța 1 de origine. Aceștia sunt cuaternioni Hurwitz.
În acest sistem de coordonate 24-celule are raza și lungimea laturilor egale cu unitatea. Acesta diferă de cel cu raza √2 folosit mai sus
Cele 24 de vârfuri și 96 de laturi formează 16 mari hexagoane neortogonale, care se intersectează numai în centrul lor comun. Observând doar un hexagon la fiecare vârf, cele 24-celule poate fi văzut drept cele 24 de vârfuri ale 4 cercurilor mari hexagonale, care nu se intersectează, fiind paralele Clifford unul față de altul.
Cele 12 axe și 16 hexagoane ale 24-celule constituie o configurație Reye, care în limbajul configurațiilor este scrisă ca 124163 pentru a indica faptul că fiecare axă aparține a 4 hexagoane și fiecare hexagon conține 3 axe.

#### Triunghiuri
Cele 24 de vârfuri pot fi văzute ca vârfurile a 8 triunghiuri echilaterale situate în 4 plane ecuatoriale ortogonale care se intersectează doar în centrul lor comun.

#### Coarde hipercubice

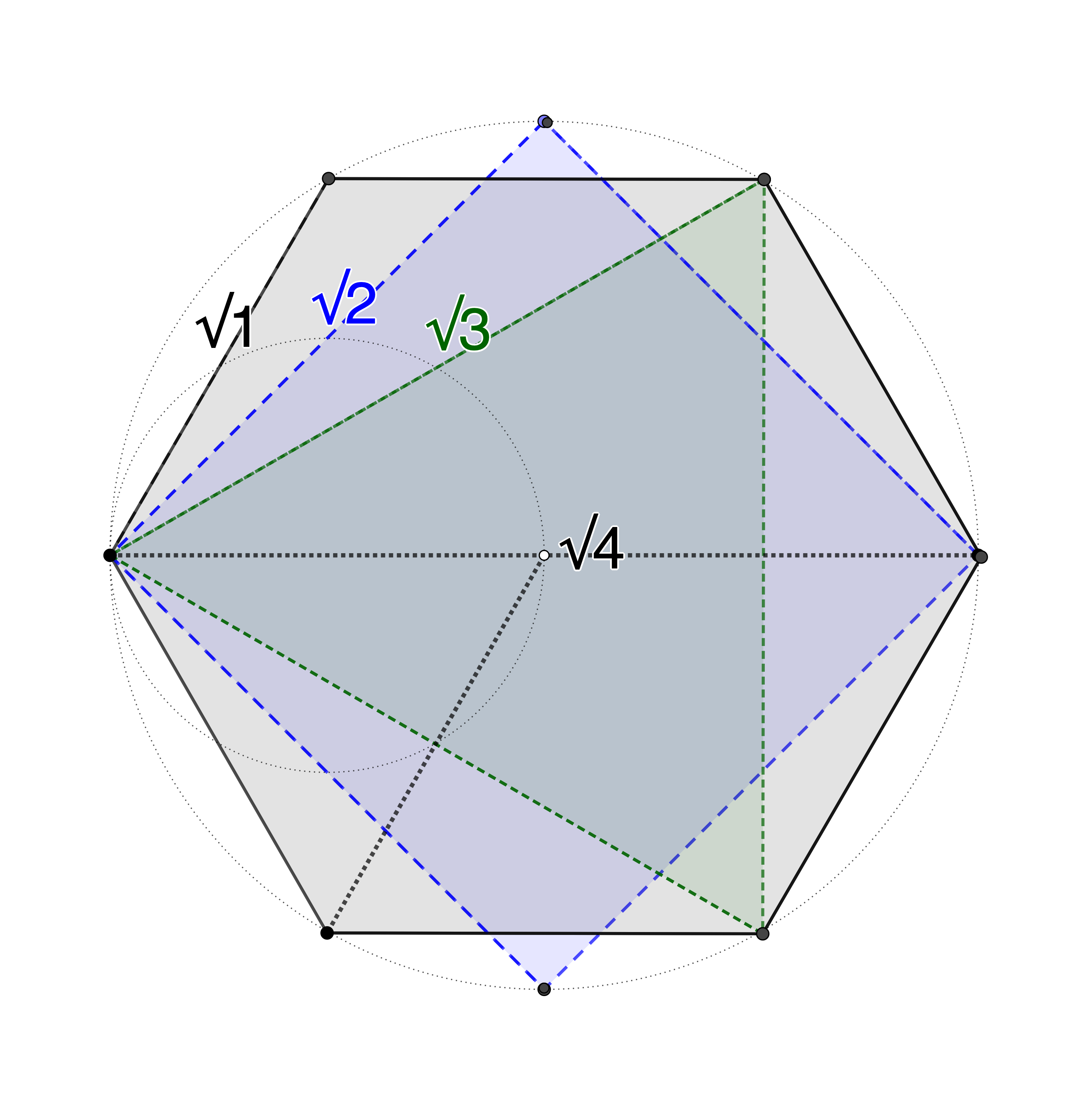
Geometria vârfului 24-celulei ehilaterală radial, care arată cele 3 poligoane înscrise într-un cerc mare și cele 4 lungimi ale coardelor de la vârf la vârf

Cele 24 de vârfuri ale 24-celulei sunt distribuite la patru diagonale cu lungimi diferite: √1, √2, √3 și √4.
Fiecare vârf este conectat la alte 8. Acestea înconjoară vârful (în spațiul tridimensional al anvelopei 24-celulei), la o distanță de 1, și care subîntind un unghi de 60° = {\displaystyle {\frac {\pi }{3}}}, în felul în care cele 8 vârfuri ale unui cub îi înconjoară centrul, figura vârfului 24-celulei fiind un cub.
Următoarele ca distanță sunt 6 vârfuri care înconjoară vârful (în spațiul tridimensional) la o distanță de √2, și care subîntind un unghi de 90° = {\displaystyle {\frac {\pi }{2}}}, în felul în care cele 6 vârfuri ale unui octaedru îi înconjoară centrul. Alte 8 vârfuri se află la 120° = {\displaystyle {\frac {2\pi }{3}}}, la distanța de √3 pe coarde interioare. Vârful opus este la 180° = {\displaystyle \pi }, la distanța de 2, pe diametru. Final, deoarece 24-celule este ehilateral radial, centrul său poate fi considerat drept un al 25-lea vârf canonic (apex), fiind la distanța 1 de toate celelalte.
Pentru a vizualiza modul în care sunt aranjate politopurile interioare ale 24-celulei, se observă că cele patru lungimi ale coardelor (√1, √2, √3, √4) sunt diagonalele hipercuburilor din dimensiunile 1 până la 4: diagonala pătratului este √2; cea a cubului este √3; iar cea a tesseractului este √4. Mai mult, diagonala octaedrului este √2 ca a pătratului; iar diagonala 24-celulei este √4 ca a tesseractului. În 24-celule coardele √2 sunt laturile pătratelor centrale, iar coardele √4 sunt diagonalele pătratelor centrale.

#### Geodezice

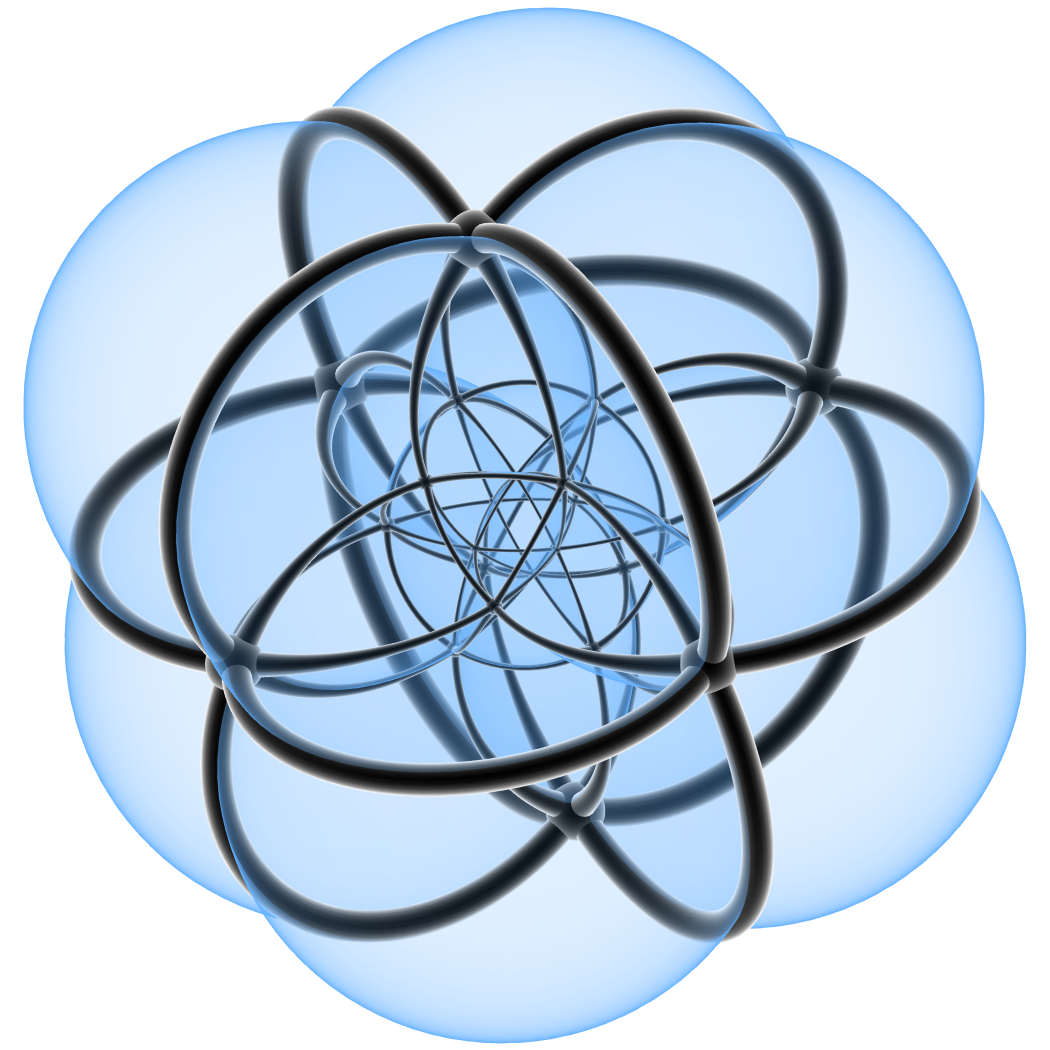
Proiecție stereografică a celor 16 hexagoane centrale pe cercurile lor mari. Fiecare cerc mare este divizat de intersecții în 6 laturi arcuite.

Coardele unui 24-celule formează poligoane în cercuri mari geodezice. Distanța geodezică dintre două vârfuri ale unui 24-celule de-a lungul unei căi cu laturi de √1 este întotdeauna 1, 2 sau 3 și este 3 numai pentru vârfurile opuse.
Laturile √1 apar în 16 cercuri mari cu hexagoane (în plane înclinate la 60°) din care câte 4 se intersectează) în fiecare vârf. Cele 96 de laturi distincte √1 împart suprafața în 96 de fețe triunghiulare și 24 de celule octaedrice: un 24-celule. Cele 16 cercuri mari hexagonale pot fi împărțite în 4 seturi de 4 paralele Clifford care nu se intersectează, astfel încât doar un cerc mare hexagonal din fiecare set să treacă prin fiecare vârf, iar cele 4 hexagoane din fiecare set să atingă toate cele 24 de vârfuri.
Coardele √2 apar în 18 cercuri mari cu pătrate  Cele 72 de coardei distincte √2 nu sunt situate în aceleași plane ca cercurile mari cu hexagoane; nu sunt situate pe laturile 24-celulei, trec prin centrele celulelor sale octogonale. Cele 18 cercuri mari pătratice pot fi împărțite în 3 seturi de 6 geodezice paralele Clifford,  care nu se intersectează, astfel încât doar un cerc mare pătratic din fiecare set să treacă prin fiecare vârf, iar cele 6 pătrate din fiecare set să ajungă la toate cele 24 de vârfuri.
Coardele √3 apar în 32 de cercuri mari cu triunghiuri în 16 plane (4 seturi de 4 plane ortogonale), dintre care 4 se intersectează în fiecare vârf. Cele 96 de coarde distincte √3 merg de la un vârf la oricare alt vârf din aceleași plan al cercurilor mari cu hexagoane.
Coardele √4 apar ca 12 diametre de la vârf la vârf (3 seturi de 4 axe ortogonale), fiind formate din cele 24 de raze din jurul celui de-al 25-lea vârf central.
Suma pătratelor lungimilor tuturor acestor coarde distincte ale 24-celule este 576 = 242/sup>. Acestea sunt toate poligoanele centrale prin vârfuri, dar în spațiul cvadridimensional există geodezice pe 3-sferă care nu se află deloc în planele centrale. Există căi geodezice cele mai scurte între două vârfuri ale 24-celule care sunt elicoidale, nu circulare; ele corespund unor rotații izoclinice în diagonală, nu rotațiilor simple.
Laturile √1 apar în 48 de perechi paralele, la capetele perechilor √3. Coardele √2 apar în 36 de perechi paralele, la capetele perechilor √2. Coardele √3 apar în 48 de perechi paralele, la capetele perechilor √1.
Planele centrale ale 24-celule pot fi împărțite în 4 hiperplane (tridimensionale) centrale formând fiecare câte un cuboctaedru. Hexagoanele mari sunt la 60° unul de altul; pătratele mari sunt la 90° sau 60° unul de altul; un pătrat mare și un hexagon mare sunt la 90° și 60° unul de altul Fiecare set de poligoane centrale similare (pătrate sau hexagoane) poate fi împărțit în 4 seturi de poligoane paralele Clifford (din câte 6 pătrate sau 4 hexagoane) care nu se intersectează. Fiecare set de cercuri mari paralele Clifford este un mănunchi de fibre paralel care trece prin fiecare din cele 24 de vârfuri o singură dată.
Fiecare cerc mare se intersectează cu celelalte cercuri mari cu care nu sunt paralele Clifford într-un diametru (√4) al 24-celule.{Efn]]⁠(d) Cercurile mari care sunt complet ortogonale sau paralele Clifford  nu se intersectează: ele trec prin seturi de vârfuri disjuncte.

### Construcții
Triunghiurile și pătratele se reunesc în mod unic în 24-celule pentru a genera sub formă de caracteristici interioare  toate politopurile convexe regulate cu fețe triunghiulare sau pătrate din primele patru dimensiuni, cu excepția a 5-celule și 600-celule. În consecință, există numeroase moduri de a construi sau descompune un 24-celule.

#### Construcții alternative din 8-celule și 16-celule
Cele 8 vârfuri întregi (±1, 0, 0, 0) sunt vârfurile unui 16-celule regulat, iar cele 16 vârfuri la jumătate de întreg (±1/2, ±1/2, ±1/2, ±1/2) sunt vârfurile dualului său, tesseractul (8-celule). Tesseractul oferă construcția lui Gosset a 24-celule, echivalentă cu divizarea tesseractului în 8 piramide cubice, și apoi atașarea acestora la fațetele unui al doilea tesseract. O construcție analoagă în spațiul tridimensional dă dodecaedrul rombic care, totuși, nu este regulat. 16-celule oferă construcția alternativă a 24-celule, construcția lui Cesaro, echivalentă cu rectificarea unui 16-celule (trunchierea colțurilor sale la mijlocul laturilor, așa cum este descris mai sus). Construcția analogă în 3-spațiu dă cuboctaedrul (dual al dodecaedrului rombic) care nici el nu este regulat. Tesseractul și 16-celule sunt singurele 4-politopuri regulate din 24-celule.
Se pot împărți în continuare cele 16 vârfuri la jumătate de întreg în două grupuri: cele ale căror coordonate conțin un număr par de semne minus (−) și cele cu un număr impar. Fiecare dintre aceste grupuri de 8 vârfuri definește un 16-celule regulat. Acest lucru arată că vârfurile a 24-celule pot fi grupate în trei seturi disjuncte de opt, fiecare set definind un 16-celule regulat și complementul care definește tesseractul dual. Acest lucru arată și că simetriile unui 16-celule formează un subgrup cu indice 3 al grupului de simetrie al 24-celule.

#### Dimininuări
Se poate fațeta 24-celule prin tăierea prin celulele interioare delimitate de coardele dintre vârfuri pentru a îndepărta vârfurile, expunând fațete ale 4-politopurilor interioare înscrise în 24-celule.
Se poate tăia un 24-celule în două părți prin planele oricărui hexagon plan prin 6 vârfuri, a oricărui dreptunghi plan prin 4 vârfuri sau a oricărui triunghi prin 3 vârfuri. Planele cercurilor mari (v. mai sus) sunt doar câteva dintre acele plane. Aici se vor expune unele dintre celelalte: planele fețelor  politopurilor interioare.

##### 8-celule
Pornind de la un 24-celule complet, se elimină 8 vârfuri ortogonale (4 perechi opuse pe 4 axe perpendiculare) și cele câte 8 laturi care radiază din fiecare, prin tăierea a 8 celule cubice cu laturi √1, pentru a elimina 8 piramide cubice ale căror apexuri sunt vârfurile care trebuie eliminate. Aceasta elimină câte 4 laturi din fiecare cerc mare cu hexagon (reținând doar o pereche opusă de laturi), astfel încât să nu rămână cercuri mari cu hexagoane continue. Acum, 3 laturi perpendiculare se întâlnesc și formează colțul unui cub în fiecare dintre cele 16 vârfuri rămase, iar cele 32 de laturi rămase împart suprafața în 24 de fețe pătrate și 8 celule cubice: un tesseract. Există trei moduri în care se poate face acest lucru (se alege câte un set de 8 vârfuri ortogonale din 24), deci există trei astfel de tesseracte înscrise în 24-celule. Se suprapun între ele, dar majoritatea seturilor lor de elemente sunt disjuncte: au în comun un număr de vârfuri, dar nu au lungimea laturii, fețele sau volumul 24-celulei. Ele au în comun 4-nucleul lor comun.

##### 16-celule
Pornind de la un 24-celule complet, se elimină 16 vârfuri ale unui teseract (reținând cele 8 vârfuri eliminate în cazul de mai sus), prin tăierea a 16 celule tetraedrice mărginite de coarde √2 pentru a elimina 16 piramide tetraedrice ale căror apexuri sunt vârfurile care trebuie eliminate. Aceasta elimină 12 pătrate mari (păstrând doar un set ortogonal) și toate laturile √1, expunând coardele √2 ca noile laturi. Acum restul de 6 pătrate mari se intersectează perpendicular, câte 3 în fiecare dintre cele 8 vârfuri rămase, iar cele 24 de laturi ale acestora împart suprafața în 32 de fețe triunghiulare și 16 celule tetraedrice: un 16-celule. Există trei moduri în care se poate face acest lucru (se elimină câte unul din seturile de 8 vârfuri ortogonale din 24), deci există trei astfel de 16-celule înscrise în 24-celule. Se suprapun între ele, dar toate seturile lor de elemente sunt disjuncte: nu au în comun niciun vârf, latură sau față. Ele au în comun 4-nucleul lor comun.

#### Construcții tetraedrice
24-celule poate fi construit radial din 96 de triunghiuri echilaterale cu lungimea laturii √1 care se întâlnesc în centrul politopului, fiecare contribuind cu două raze și o latură. Ele formează 96 de tetraedre (fiecare contribuind cu o față a 24-celulei), toate având în comun al 25-lea vârf central. Acestea formează 24 de piramide octaedrice (semi-16-celule) cu apexurile lor în centru.
24-celule pot fi construite din 96 de triunghiuri echilaterale cu lungimea laturii √2, unde cele trei vârfuri ale fiecărui triunghi sunt situate la 90° = {\displaystyle {\frac {\pi }{2}}\,} departe unul de celălalt. Ele formează 48 de tetraedre √2 (celulele a trei 16-celule).

#### Relațiile dintre politopurile interioare
24-celule, trei tesseracte și trei 16-celule sunt strâns legate prin centrul lor comun și se intersectează într-un nucleu comun.
Tesseractele sunt înscrise în 24-celule (cele 24 de vârfuri ale 24-celulei, care sunt utilizate fiecare de câte două ori, sunt cele 16 vârfuri a trei tesseracte), astfel încât vârfurile și marginile lor sunt elemente exterioare ale celor 24 de celule, dar fețele pătrate și celulele cubice se află în interiorul 24-celulei (nu sunt elemente ale 24-celulei). Cele trei 16-celule sunt înscrise în 24-celule (cele 24 de vârfuri ale 24-celulei, utilizate fiecare câte o dată, sunt cele 8 vârfuri ale celor trei 16-celule), astfel încât doar vârfurile lor sunt elemente exterioare ale 24-celule: laturile lor, fețele triunghiulare și celulele tetraedrice se află în interiorul 24-celulei. Laturile interioare ale 16-celulelor (laturile 16-celulelor nu sunt afișate în niciuna dintre imaginile din acest articol; dacă s-ar dori prezentarea laturilor interioare, acestea ar putea fi desenate ca linii punctate. Laturile tesseractelor înscrise sunt întotdeauna vizibile, deoarece sunt și laturi ale 24-celulei) au lungimea √2.

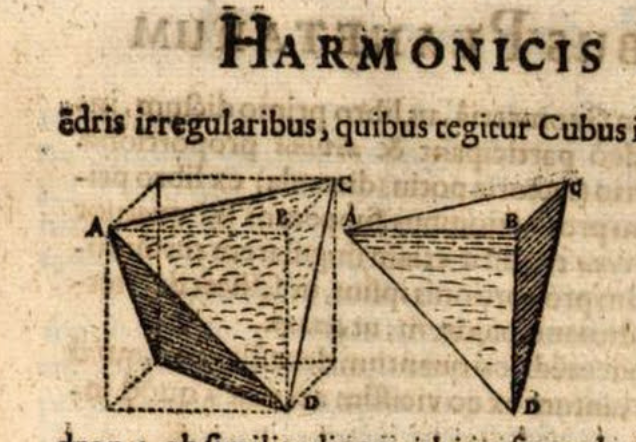
Desene ale lui Kepler cu tetraedre înscrise în cub.

16-celulele sunt înscrise în tesseracte: laturile lor √2 sunt diagonalele fețelor tesseractelor, iar cele 8 vârfuri ale acestora sunt și vârfuri al tesseractelor. Fiecare tesseract are două 16-celule înscrise în el (care ocupă vârfurile și diagonalele opuse), deci fiecare 16-celule este înscris în două dintre cele trei 8-celule. Acest lucru amintește de modul în care, în 3 dimensiuni, două tetraedre pot fi înscrise într-un cub, așa cum a fost descoperit de Kepler. De fapt, este analogia dimensională exactă (semihipercuburile), iar cele 48 de celule tetraedrice sunt înscrise în cele 24 de celule cubice exact în acest fel.
24-celule conține cele trei tesseracte în anvelopa sa de fațete octaedrice, lăsând un spațiu cvadridimensional în unele locuri între anvelopa sa și anvelopele de cuburi al fiecărui tesseract. Fiecare tesseract cuprinde două dintre cele trei 16-celule, lăsând spațiu cvadridimensional în unele locuri între anvelopa sa și anvelopa de tetraedre a fiecărui 16-celule. Astfel există măsurabile: interstiții cvadridimensionale  între anvelopele 24-celulei, 8-celulelor și 16-celulelor. Formele care umplu aceste goluri sunt 4-piramide, menționate mai sus.

#### Celule de frontieră
În ciuda interstițiilor cvadridimensionale dintre anvelopele 24-celulei, 8-celulelor și 16-celulelor, volumele lor tridimensionale se suprapun. Diferitele anvelope sunt separate în unele locuri și în contact în alte locuri (unde nu există 4-piramide între ele). Unde ele sunt în contact, se îmbină și divizează volumul celulei: sunt aceleași 3-membrane în acele locuri, nu două straturi tridimensionale separate, ci adiacente. Deoarece există în total 7 anvelope, există locuri în care mai multe anvelope se reunesc și au volume în comun și au locuri în care anvelopele se întrepătrund (se intersectează de la interior la exterior fiecare cu celelalte).
Unele caracteristici interioare se află în spațiul tridimensional (exterior) al anvelopei 24-celulei: fiecare celulă octaedrică este divizată de trei pătrate perpendiculare (câte unul din fiecare tesseract) și diagonalele acelor pătrate (care se intersectează perpendicular unul pe altul în centrul octaedrului) sunt laturi ale 16-celulelor (câte una din fiecare 16-celule). Fiecare pătrat divizează un octaedru în două piramide pătrate și mărginește două celule cubice adiacente ale unui tesseract ca față comună a lor.
După cum s-a spus mai sus, celulele tetraedrice √2 ale 16-celulelor sunt înscrise în celulele cubice ale tesseractelor √1, având în comun același volum. Celulele octaedrice ale 24-celulei √1 se suprapun în același volum cu celulele cubice √1: sunt divizate de o față pătrată în două piramide pătrate, apexurile lor fiind în vârfurile cuburilor. Octaedrele au în comun volumul nu numai cu cuburile, ci și cu tetraedrul înscris în ele; astfel 24-celulele, tesseractele și 16-celulele au toate în comun părți din volumele care le mărginesc.

### Configurație
Matricea de configurație de mai jos reprezintă un 24-celule. Rândurile și coloanele corespund vârfurilor, laturilor, fețelor și celulelor. Numerele de pe diagonala principală arată câte din fiecare element apar în întregul 24-celule. Celelalte numere arată câte dintre elementele coloanei apar în sau la elementul rândului.
{\displaystyle {\begin{bmatrix}{\begin{matrix}24&8&12&6\\2&96&3&3\\3&3&96&2\\6&12&8&24\end{matrix}}\end{bmatrix}}}
Deoarece 24-celule este autodual, matricea sa este identică cu cea rotită cu 180°.

## Simetriile, sistemele de vectori generatori și teselările

Compusul cu 24 de vârfuri ale 24-celule (nodurile roșii) și dualul său nescalat (nodurile galbene), reprezintă cei 48 de vectori generatori ai grupului F_{4}, așa cum se arată în această proiecție în planul Coxeter a F_{4}

Cei 24 de vectori generatori ai sistemului de generatori ai D4 din grupul Lie simplu SO(8) formează vârfurile unui 24-celule. Vârfurile pot fi văzute în 3 hiperplane, câte 6 vârfuri ale celor două celule octaedrice, câte una pe fiecare dintre hiperplanele exterioare și cele 12 vârfuri ale unui cuboctaedru pe un hiperplan central. Aceste vârfuri, combinate cu cele 8 vârfuri ale 16-celule, reprezintă cei 32 de vectori generatori ai grupurilor Lie simple B4 și C4.
Cele 48 de vârfuri (sau strict vorbind vectorii razelor lor) ale reuniunii 24-celulei și a dualului său formează sistemul de generatori de tipul F4. Cele 24 de vârfuri ale 24-celule inițial formează un sistem de generatori de tip D4; dimensiunea sa are raportul √2:1. Acest lucru este valabil și pentru cele 24 de vârfuri ale dualului său. Grupul de simetrie complet al 24-celule este grupul Weyl al lui F4, care este generat de reflexiile pe hiperplanele ortogonale ale generatorilor F4. Acesta este un grup rezolvabil de ordinul 1152. Grupul de simetrie de rotație al 24-celule este de ordinul 576.

### Interpretare cuaternionică

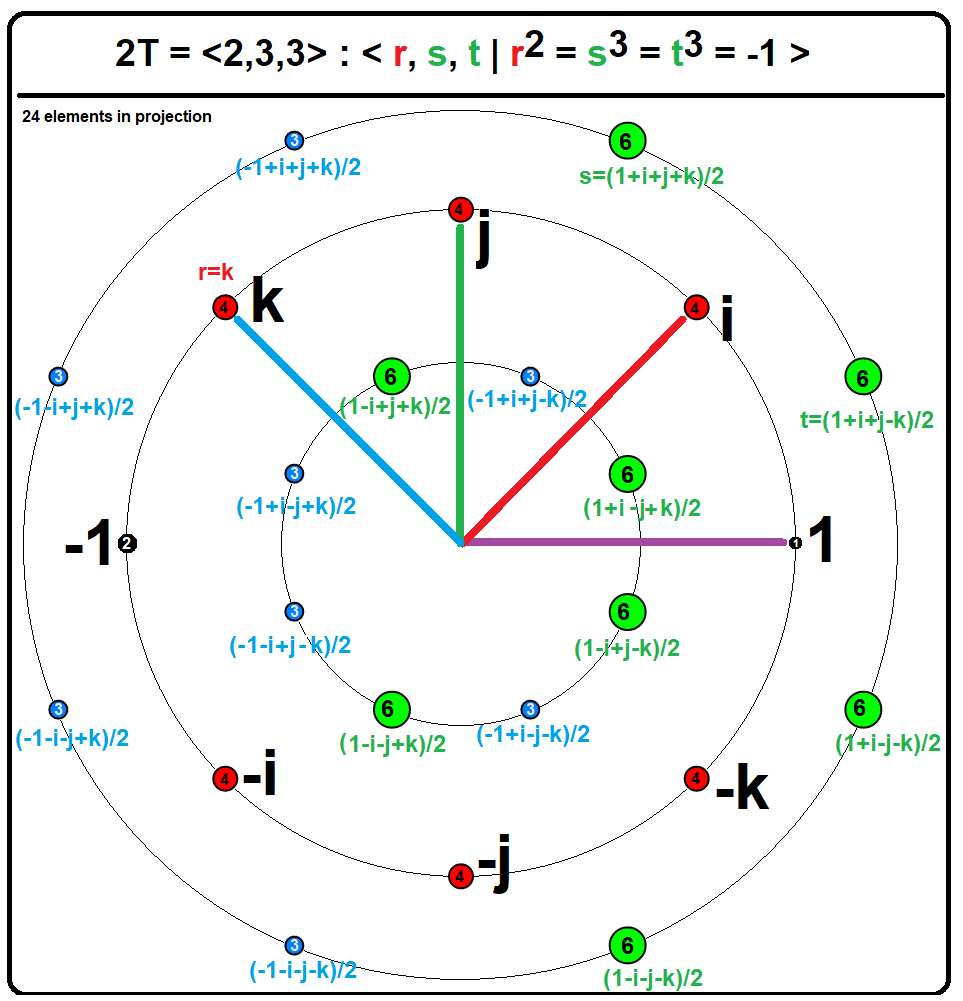
Cele 24 de elemente ale cuaternionilor grupului tetraedric binar, 2T, corespund vârfurilor 24-celulei.
În proiecția simetriilor 4-pliabile există:
- 1 de ordinul 1: 1
- 1 de ordinul 2: −1
- 6 de ordinul 4: ±i, ±j, ±k
- 8 de ordinul 6: (+1, ±i, ±j, ±k)/2
- 8 de ordinul 3: (−1, ±i, ±j, ±k)/2.

Când este interpretat prin cuaternioni, laticea generatorilor F4 (care este generarea integrală a vârfurilor unui 24-celule) este un inel. Acesta este inelul cuaternionilor Hurwitz. Vârfurile unui 24-celule formează grupul de unități (adică grupul de elemente inversabile) din inelul de cuaternioni Hurwitz (acest grup este, de asemenea, cunoscut sub numele de grupul tetraedric binar). Vârfurile unui 24-celule sunt tocmai cei 24 de cuaternioni Hurwitz cu norma pătrată 1, iar vârfurile unui 24-celule sunt cele cu norma pătrată 2. Laticea generatorilor D4 este duala celei a F4 și este dată de subinelul cuaternionilor Hurwitz cu normă pătrată.
Privite ca cei 24 de cuaternioni Hurwitz unitate, coordonatele razei unitare ale 24-celule reprezintă (în perechi de antipode) cele 12 rotații ale unui tetraedru regualt.
Vârfurile altor 4-politopuri regulate convexe formează, de asemenea, grupuri multiplicative de cuaternioni, dar puține dintre ele generează o latice de generatori.

### Celule Voronoi
Celulele Voronoi ale laticei generatorilor D4 sunt 24-celule regulate. Teselarea Voronoi corespunzătoare dă teselarea 4-dimensională a spațiului euclidian cu 24-celule regulate, fagurele 24-celule. 24-celulele sunt centrate în punctele laticei D4 (cuaternionii Hurwitz cu normă pătrată pară) în timp ce vârfurile sunt în punctele laticei F4 cu normă pătrată impară. Fiecare 24-celule ale acestei teselări are 24 de vecini. Cu fiecare dintre aceștia are în comun un octaedru. De asemenea, are alți 24 de vecini cu care are în comun doar un singur vârf. Opt 24-celule se întâlnesc în orice vârf din această teselare. Simbolul Schläfli pentru această teselare este {3,4,3,3}. Este una dintre cele trei teselări regulate ale R4.
Bila unitate înscrisă în 24-celule ale acestei teselări dă naștere celei mai dense împachetări a hipersferelor din 4 dimensiuni. De asemenea, s-a arătat că configurația vârfului 24-celulei dă cel mai mare număr de contacte în 4 dimensiuni.

### Fagure radial echilateral
Duala teselării fagurelui 24-celule {3,4,3,3} este fagurele 16-celule {3,3,4,3}. A treia teselare regulată a spațiului cvadridimensional este fagurele tesseractic {4,3,3,4}, ale cărui vârfuri pot fi descrise prin coordonate carteziene cu 4 numere întregi. Relațiile congruente dintre aceste trei teselări pot fi utile în vizualizarea unui 24-celule, în special a simetriei echilaterale radiale pe care are în comun cu tesseractul.
Un fagure 24-celule cu lungimea laturii unitate poate fi suprapus pe un fagure tesseractic cu lungimea laturii unitate astfel încât fiecare vârf al unui tesseract (fiecare coordonată de 4 numere întregi) să fie, de asemenea, un vârf al unui 24-celule (laturile tesseractelor sunt și laturile 24-celuleilor) și fiecare centru al unui 24-celule este, de asemenea, centrul unui tesseract. 24-celulele au în 4 dimensiuni un hipervolum de două ori mai mare ca tesseractele, deci în general există două tesseracte pentru fiecare 24-celule, dintre care doar jumătate sunt înscrise într-un 24-celule. Dacă tesseractele respective sunt colorate în negru, iar tesseractele lor adiacente (cu care împart o fațetă cubică) sunt colorate în roșu, rezultă o tablă de șah 4-dimensională. Dintre razele fiecărui 24-celule 16 sunt șirazele unui tesseract negru înscris în 24-celule. Celelalte 8 raze se extind în afara tesseractului negru (prin centrele fațetelor sale cubice) până la centrele celor 8 tesseracte roșii adiacente. Astfel fagurele 24-celule și fagurele tesseractic coincid într-un mod special: 8 din cele 24 de vârfuri ale fiecărui 24-celule nu apar ca vârfuri al unui tesseract (ele apar în schimb în centrul unui tesseract). Fiecare tesseract negru este tăiat dintr-un 24-celule prin trunchierea acestuia la aceste 8 vârfuri, fiind tăiate 8 piramide cubice (ca în cazul inversării construcției lui Gosset, dar în loc să fie eliminate, piramidele sunt pur și simplu colorate în roșu și lăsate la locul lor). Opt 24-celule se întâlnesc în centrul fiecărui tesseract roșu: fiecare își întâlnește opusul în acel vârf comun, iar celelalte șase într-o celulă octaedrică comună.
Tesseractele roșii sunt celule umplute (conțin un vârf central și raze); tesseractele negre sunt celule goale. Setul de vârfuri al acestei reuniuni de doi faguri include vârfurile tuturor acelor 24-celule și tesseracte, plus centrele tesseractelor roșii. Adăugarea centrelor 24-celulelor (care sunt, de asemenea, centrele tesseractelor negre) la acest fagure produce un fagure 16-celule, al cărui set de vârfuri include toate vârfurile și centrele tuturor acelor 24-celule și tesseracte. Fostele centre goale al 24-celulelor adiacente devin vârfurile opuse ale 16-celulelor cu latura unitate. 24 de semi-16-celule (piramide octaedrice) se întâlnesc în fiecare centru anterior gol pentru a umple fiecare 24- celule, iar bazele lor octaedrice sunt fațetele octaedrice cu 6 vârfuri ale 24-celulei (partajate cu un 24-celule adiacent).
De observat absența completă a pentagoanelor oriunde în această reuniune de trei faguri. La fel ca 24-celule, spațiul euclidian cvadridimensional este umplut el însuși în întregime de un complex de toate politopurile care pot fi construite din triunghiuri regulate și pătrate (cu excepția 5-celule), dar acel complex nu necesită (sau permite) niciunul dintre politopurile pentagonale.

### Rotații
4-politopurile convexe regulate sunt o expresie a simetriei care este cunoscută sub numele de grup de rotații SO(4) în jurul unui punct fix în spațiul euclidian cvadridimensional.

#### Cele 3 baze carteziene ale 24-celule
Există trei orientări diferite ale fagurelui tesseractic care ar putea fi făcut să coincidă cu fagurele 24-celule în funcție de care dintre cele trei seturi disjuncte de 24-celule de 8 vârfuri ortogonale (care setează 4 axe perpendiculare, sau, echivalent, cu 16-celule înscrise) a fost ales pentru a-l alinia, la fel cum se pot înscrie trei tesseracte în 24-celule, rotite unul față de celălalt. Distanța de la una dintre aceste orientări la alta este o rotație izoclinică de 60° (o rotație dublă de 60° de grade în fiecare pereche de plane ortogonale invariante, în jurul unui singur punct fix). Această rotație poate fi văzută cel mai clar în planele centrale cu hexagoane, unde hexagonul se rotește pentru a schimba care dintre cele trei diametre ale sale este aliniat cu o axă a sistemului de coordonate.
Setul de vârfuri al 24-celule este grupul tetraedric binar. Privite ca cei 24 de cuaternioni Hurwitz unitate, [#Hexagoane|coordonatele razei unitate]] a 24-celule reprezintă (în perechi antipodale) cele 12 rotații ale unui tetraedru regulat.

#### Plane de rotație
Rotațiile în spațiul euclidian cvadridimensional pot fi văzute drept compunerea a două rotații bidimensionale în plane complet ortogonale. Astfel, rotația generală în spații cvadridimensionale este o rotație dublă. Există două cazuri particulare importante, numite rotație simplă și rotație izoclinică.

##### Rotații simple

Proiecție 3D a unui 24-celule executând o rotație simplă

În spațiul tridimensional, un poliedru care se învârte are un singur plan de rotație, central, invariant. Se spune că planul este invariant deoarece fiecare punct din plan se mișcă pe un cerc dar rămân în plan. Doar unul din planele centrale ale poliedrului poate fi invariant în timpul unei anumite rotații. Alegerea planului central invariant și unghiul cu care este rotit definește complet rotația. Punctele din afara planului invariant se mișcă, de asemenea, în cercuri (cu excepția cazului în care sunt pe axa de rotație fixă perpendiculară pe planul invariant), dar cercurile nu se află într-un plan central.
Când un 4-politop se rotește cu un singur plan central invariant, se efectuează o rotație simplă care are loc în spațiul tridimensional. Singura diferență este că în loc de o axă fixă de rotație, există un întreg plan central fix în care punctele nu se mișcă. Planul fix este singurul plan central care este complet ortogonal cu planul invariant de rotație. 24-celule va efectua o rotație simplă care va duce orice vârf la orice alt vârf, deplasând și majoritatea celorlalte vârfuri, dar lăsând cel puțin 2 și cel mult 6 vârfuri fixe (vârfurile pe care le intersectează planul central fix). Vârful se mișcă de-a lungul unui cerc mare în planul invariant de rotație, prin vârfurile adiacente ale unui hexagon mare, a unui pătrat mare sau a unui digon mare, iar planul fix complet ortogonal este un digon, un pătrat, respectiv un hexagon.

##### Rotații duble

Proiecție 3D a unui 24-celule executând o rotație dublă

Punctele din planul central complet ortogonal nu sunt constrânse să fie fixe. De asemenea, este posibil ca acestea să se rotească în cercuri dintr-un al doilea plan invariant, cu o viteză de rotație independentă de viteza rotației în primul plan invariant: o rotație dublă simultană. Într-o rotație dublă nu există un plan sau o axă fixă: fiecare punct se mișcă, cu excepția punctului central. Unghiul de rotație poate fi diferit în cele două plane centrale complet ortogonale, dar ambele sunt întotdeauna invariante: punctele lor care se mișcă în cerc rămân în plan pe măsură ce întregul plan se înclină lateral în rotația complet ortogonală. O rotație în 4-spațiu are întotdeauna (cel puțin) două plane de rotație invariante complet ortogonale, deși într-o rotație simplă unghiul de rotație într-unul din ele este 0.
Rotațiile duble au două forme chirale: rotații la stânga și la dreapta. Într-o rotație dublă, fiecare vârf se mișcă în spirală simultan de-a lungul a două cercuri mari complet ortogonale. Fie calea este pe dreapta (în sensul unui filet, ca majoritatea șuruburilor), deplasându-se de-a lungul cercurilor în aceleași direcții, fie este pe stânga (ca la un șurub cu filet pe stânga), deplasându-se de-a lungul cercurilor în ceea ce spunem în mod convențional că sunt direcții opuse (conform regulii mâinii drepte prin care în mod convențional se spune ce direcție este în sus pe fiecare dintre cele 4 axe de coordonate).

##### Rotații izoclinice
Când unghiurile de rotație în cele două plane invariante sunt exact aceleași, apare o transformare geometrică remarcabil de simetrică: toate planele cercurilor mari paralele Clifford cu planele invariante devin ele însele plane de rotație invariante cu același unghi, iar 4-politopul se rotește izoclinic în mai multe direcții simultan. Fiecare vârf se mișcă la o distanță egală în două direcții ortogonle simultan. Într-un 24-celule orice rotație izoclinică de 60° într-un plan hexagonal mută fiecare vârf în poziția unui vârf învecinat, rotește toate cele 16 hexagoane cu 60° și mută fiecare cerc mare poligonal (pătrat, hexagon sau triunghi) la un cerc mare poligonal paralel Clifford de același fel la 60° distanță. O rotație izoclinică mai este numită și deplasare Clifford, după descoperitor.
În animația de rotație dublă 24-celule pare să se întoarcă pe dos.{Efn|Că o rotație dublă poate întoarce un 4-politop pe dos este foarte vizibil într-o dublă rotație a unui tesseract.}} Se pare că, pentru că de fapt o face, inversează chiralitatea întregului 4-politop exact așa cum o oglindă inversează chiralitatea unei imagini printr-o reflexie la 180°. Fiecare rotație izoclinică de 360° este de parcă suprafața 24-celule ar fi fost scoasă ca o mănușă și pusă pe dos, făcând dintr-o mănușă „dreapta” o mănușă „stânga” (sau invers, în funcție de faptul că a fost o rotație izoclinică de 360° la stânga sau la dreapta).
Într-o rotație simplă a 24-celule într-un plan hexagonal, fiecare vârf din plan se rotește mai întâi de-a lungul unei laturi până la un vârf adiacent aflat la 60° distanță. Dar într-o rotație izoclinică în două plane complet ortogonale, dintre care unul este hexagonal mare, fiecare vârf se rotește mai întâi la un vârf la două lungimi de latură distanță (diagonală) într-un plan hexagonal diferit. Geodezicele elicoidale dublu rotite cu 60° trec prin fiecare alt vârf, oscilând între planele centrale hexagonale. Chiar dacă toate vârfurile și toate hexagoanele se rotesc deodată, rotația izoclinică de 360° afectează doar jumătate din vârfurile unei 24-celule. După 360° fiecare elice a trecut prin 6 vârfuri, dar nu a ajuns înapoi la vârful din care a plecat pentru a forma un hexagon închis. Fiecare plan central (fiecare hexagon sau pătrat al 24-celule) s-a rotit cu 360° și până la poziția inițială a fost înclinat lateral înapoi cu 360°, orientarea 24-celule în spațiul cvadridimensional în care este încorporat este acum diferită. De observat cum 24-celule din animația cu rotația dublă pare să se întoarcă pe dos. Deoarece 24-celule este acum cu interiorul spre exterior, dacă rotația izoclinică este continuată în aceeași direcție cu alte 360°, vârfurile în mișcare vor trece prin cealaltă jumătate de vârfuri pe care le-au omis la prima revoluție (vârfurile antipodale celor prin care au trecut la prima rotație) și fiecare geodezică izoclinică va ajunge înapoi la vârful din care a plecat, formând un dodecagon închis. Este nevoie de o rotație izoclinică de 720° pentru ca fiecare geodezică izoclinică dodecagonală să finalizeze prin două înconjurări a politopului 24-celule un circuit prin toate cele 12 vârfuri aflate pe ea și a readuce 24-celule la orientarea chirală inițială.
Calea de înfășurare dodecagonală pe care o urmează fiecare vârf în timp ce se învârte de două ori în jurul 24-celule formează o spirală dublă răsucită într-un Inel Möbius, astfel încât cele două fire ale elicei duble formează un singur fir continuu într-un buclă închisă. În prima revoluție vârful parcurge un fir al dublei elice prin 6 vârfuri; în a doua revoluție îl parcurge pe al doilea, paralel Clifford, mișcându-se în aceeași direcție de rotație și în aceeași manieră (îndoindu-se fie la stânga, fie la dreapta) peste tot. Deși această cale izoclinică este o spirală închisă, nu un cerc mare bidimensional, este o geodezică, deoarece este cea mai scurtă cale de la un vârf la altul.
Două plane se mai numesc izoclinice dacă o rotație izoclinică le va aduce împreună. Planele izoclinice sunt tocmai acele planuri centrale cu geodezice cercuri mari paralele Clifford. Cercurile mari paralele Clifford nu se intersectează, astfel încât poligoanele cercurilor mari izoclinice au vârfuri disjuncte. În 24-celule, fiecare plan central hexagonal este izoclinic cu alte trei, iar fiecare plan central pătratic este izoclinic cu alte cinci.  Se pot alege 4 hexagoane mari reciproc izoclinice (paralele Clifford, patru moduri diferite) care acoperă toate cele 24 de vârfuri ale 24-celule o singură dată. Se pot alege 6 pătrate mari reciproc izoclinice (paralele Clifford, trei moduri diferite) care acoperă toate cele 24 de vârfuri ale 24-celule o singură dată. 

#### Politopuri paralele Clifford
Poligoanele bidimensionale dintr-un cerc mare nu sunt singurele politopuri din 24-celule care sunt paralele în sens Clifford. Politopurile congruente din 2, 3 sau 4 dimensiuni se poate spune că sunt paralele Clifford în 4 dimensiuni dacă vârfurile lor corespunzătoare sunt toate la aceeași distanță. Cele trei 16-celule înscrise în 24-celule sunt paralele Clifford. Politopurile paralele Clifford sunt complet disjuncte. O rotație izoclinică de 60° în planele hexagonale duce fiecare 16-celule la un 16-celule disjunct. Ca toate rotațiile duble, rotațiile izoclinice au două forme chirale: există câte un 16-celule disjunct la stânga fiecărui 16-celule și altul la dreapta acestuia.
Toate 4-politopurile paralele Clifford sunt legate printr-o rotație izoclinică, dar nu toate politopurile izoclinice sunt paralele Clifford (complet disjuncte).  Cele trei 8-celule din 24-celule sunt izoclinice, dar nu paralele Clifford. Ca și la 16-celule, ele sunt rotite izoclinic la 60° unele față de altele, dar vârfurile lor nu sunt toate disjuncte (prin urmare nu sunt toate echidistante). Fiecare vârf apare în două dintre cele trei 8-celule (deoarece fiecare 16-celule apare în două dintre cele trei 8-celule).
Rotațiile izoclinice leagă 4-politopurile regulate convexe între ele. O rotație izoclinică a unui singur 16-celule va genera un 24-celule. O rotație simplă a unui singur 16-celule nu va genera, deoarece vârfurile sale nu vor atinge niciunul dintre vârfurile celorlalte două 16-celule în cursul rotației. O rotație izoclinică a unui 24-celule va genera un 600-celule, iar o rotație izoclinică a unui 600-celule va genera un 120 de celule. (Sau toate pot fi generate direct de rotațiile izoclinice ale 16-celule, generând copii izoclinice ale lui însuși.) 4-politopurile regulate convexe se imbrică unul în altul și se ascund unul lângă altul, în spațiile paralele Clifford, inclusiv 3-sfera. Pentru un obiect cu mai mult de o singură dimensiune, singura modalitate de a ajunge direct în aceste subspații paralele este prin rotație izoclinică.

## Proiecții

### Proiecții paralele

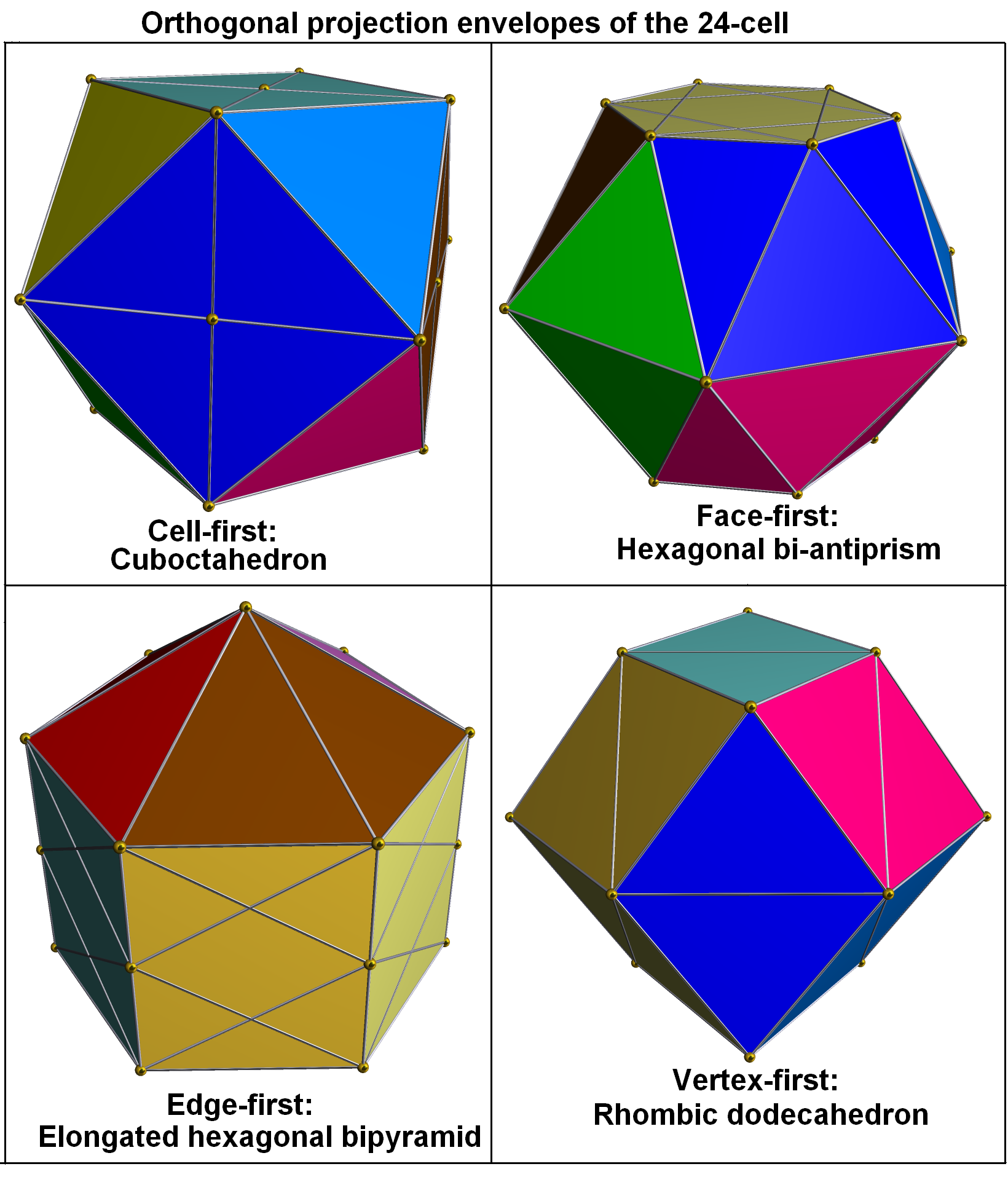
Proiecții ale anvelopei unui 24-celule; fiecare celulă are fețele colorate diferit, celulele inversate nu sunt redate

Proiecția paralelă cu un vârf în față a anvelopei unui 24-celule în spațiul tridimensional este un dodecaedru rombic. Douăsprezece din cele 24 de celule octaedrice se proiectează în perechi pe șase dipiramide pătrate care se întâlnesc în centrul dodecaedrului rombic. Celelalte 12 celule octaedrice se proiectează pe cele 12 fețe rombice ale dodecaedrului rombic.
Proiecția paralelă cu o celulă în față a anvelopei unui 24-celule este un cuboctaedru. Două dintre celulele octaedrice, cea mai apropiată și mai îndepărtată de-a lungul axei w, se proiectează pe un octaedru ale cărui vârfuri se află în centrul fețelor pătrate ale cuboctaedrului. În jurul acestui octaedru central se află proiecțiile altor 16 celule, formând 8 perechi care se proiectează pe unul dintre cele 8 volume situate între o față triunghiulară a octaedrului central și cea mai apropiată față triunghiulară a cuboctaedrului. Restul de 6 celule se proiectează pe fețele pătrate ale cuboctaedrului. Acest lucru corespunde descompunerii cuboctaedrului într-un octaedru regulat și 8 octaedre neregulate, dar egale, fiecare dintre acestea având forma anvelopei convexe a unui cub cu două vârfuri opuse îndepărtate.
Proiecția paralelă cu o latură în față a anvelopei unui 24-celule este o bipiramidă hexagonală alungită, iar proiecția paralelă cu o față în față a anvelopei unui 24-celule este o biantiprismă hexagonală.

### Proiecții în perspectivă
Proiecția în perspectivă cu un vârf în față a anvelopei unui 24-celule în spațiul tridimensional este un hexaedru tetrakis. Aspectul celulelor din această imagine este similar cu imaginea în proiecție paralelă.
Următoarele imagini arată structura proiecției tridimensionale în perspectivă cu o celulă în față a unui 24-celule. Punctul de vedere 4D este amplasat la o distanță de cinci ori mai mare decât raza centrului vârfului 24-celulei.
| Proiecție în perspectivă cu o celulă în față | Proiecție în perspectivă cu o celulă în față | Proiecție în perspectivă cu o celulă în față                                                                          |
| --- | --- | --- |
| În această imagine, cea mai apropiată celulă este cea colorată roșu, iar celelalte celule sunt pe contur. Pentru claritate, celulele care se îndreaptă în altă direcție decât punctul de vedere 4D au fost eliminate. | În această imagine, patru dintre cele 8 celule care înconjoară cea mai apropiată celulă sunt colorate verde. Văzută din punctul de vedere a patra celulă se află în spatele celulei centrale (ușor sesizabilă, deoarece celula roșie este semitransparentă). | Aici sunt afișate toate cele 8 celule care înconjoară cea mai apropiată celulă, ultimele patru fiind colorate violet. |
| Aceste imagini nu redau celulele care se îndreaptă în altă direcție decât spre punctul de vedere 4D. Prin urmare, aici sunt afișate doar 9 celule. Pe partea îndepărtată a 24-celulei sunt alte 9 celule într-un aranjament identic. Restul de 6 celule se află pe ecuatorul 24-celulei, fiind în contact cu cele două seturi de celule. | | |

Alte proiecții
| Proiecție stereoscopică 3D a unui 24-celule | Secțiune animată printr-un 24-celule |

### Proiecții ortogonale
| Plan Coxeter      | F4   | B3 / A2 (a) | B3 / A2 (b) | B4  | B2 / A3 |
| ----------------- | ---- | ----------- | ----------- | --- | ------- |
| Graf              |      |             |             |     |         |
| Simetrie diedrală | [12] | [6]         | [6]         | [8] | [4]     |

## Vizualizări

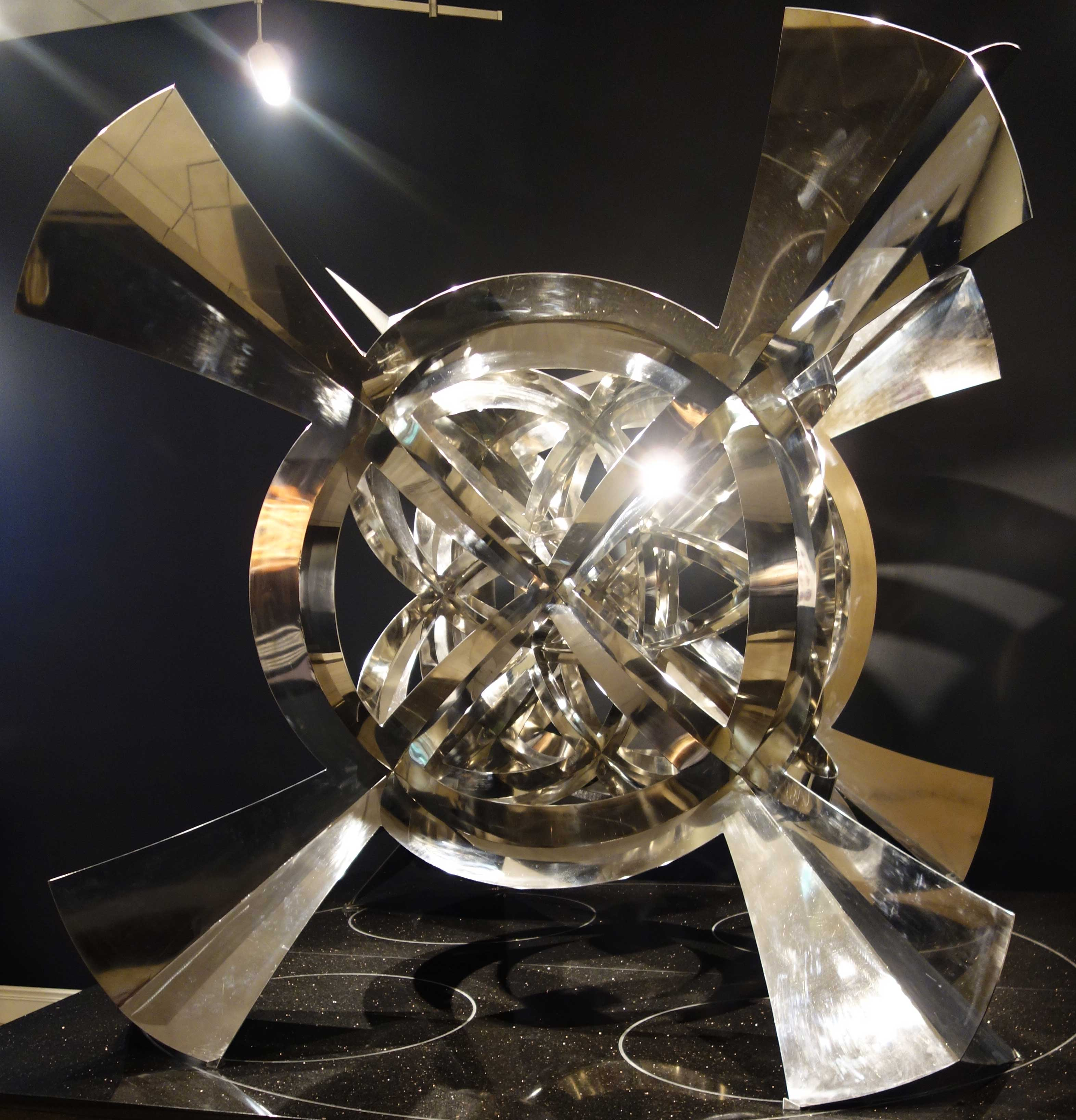
Octacube, sculptură din oțel de Adrian Ocneanu, la Pennsylvania State University, o poiecție în 3D a 24-celule

Un 24-celule este delimitat de 24 de celule octaedrice. În scopul vizualizării, este convenabil ca octaedrul să aibă fețele opuse paralele (elemente pe care le are în comun cu celulele tesseractelor și ale 120-celule). Se pot stivui octaedre față în față într-o linie dreaptă îndoită în a 4-a direcție într-un cerc mare cu o circumferință de 6 celule. Pozițiile celulelor corespund unei descrieri hipersferice. Fie o celulă arbitrară etichetată „polul nord”. Opt cercuri mari meridiane (lungi de două celule) se desfășoară în 3 dimensiuni radial, convergând spre o a 3-a celulă „polul sud”. Acest schelet reprezintă 18 din cele 24 de celule (2 + 8×2). Vezi tabelul de mai jos.
Într-un 24-celule există un alt cerc mare, dualul celui de mai sus. O cale care traversează 6 vârfuri numai de-a lungul laturilor se află în dualul acestui politop, care este el însuși, deoarece este autodual. Acestea sunt geodezice hexagonale descrise mai sus. Se poate urmări cu ușurință această cale într-o redare a secțiunii ecuatoriale cuboctaedrice.
Începând de la polul nord, un 24-celule poate fi construit în 5 straturi pe latitudine. Cu excepția polilor, fiecare strat reprezintă o 2-sferă separată, ecuatorul fiind o mare 2-sferă. Celulele etichetate ecuatorial în tabelul următor se află în interstițiile dintre celulele cercurilor mari meridiane. Celulele „ecuatoriale” ating celulele meridiane cu care sunt în contact pe fețele lor. Se ating unele pe celelalte, iar celulele polare le ating în vârfurile lor. Acest ultim subset de opt celule polare și nemeridiane are aceeași poziție relativă ca și celulele dintr-un tesseract, deși se ating doar la vârfuri în loc de fețe.
| Nr. stratului | Nr. celulelor | Descriere                           | Latitudine | Regiune          |
| ------------- | ------------- | ----------------------------------- | ---------- | ---------------- |
| 1             | 1 celulă      | „Polul nord”                        | 0°         | Emisfera nordică |
| 2             | 8 celule      | Primul strat de celule meridiane    | 60°        | Emisfera nordică |
| 3             | 6 celule      | Nemeridian / interstițial           | 90°        | Ecuator          |
| 4             | 8 celule      | Al doilea strat de celule meridiane | 120°       | Emisfera sudică  |
| 5             | 1 celulă      | Polul sud                           | 180°       | Emisfera sudică  |
| Total         | 24 celule     |                                     |            |                  |

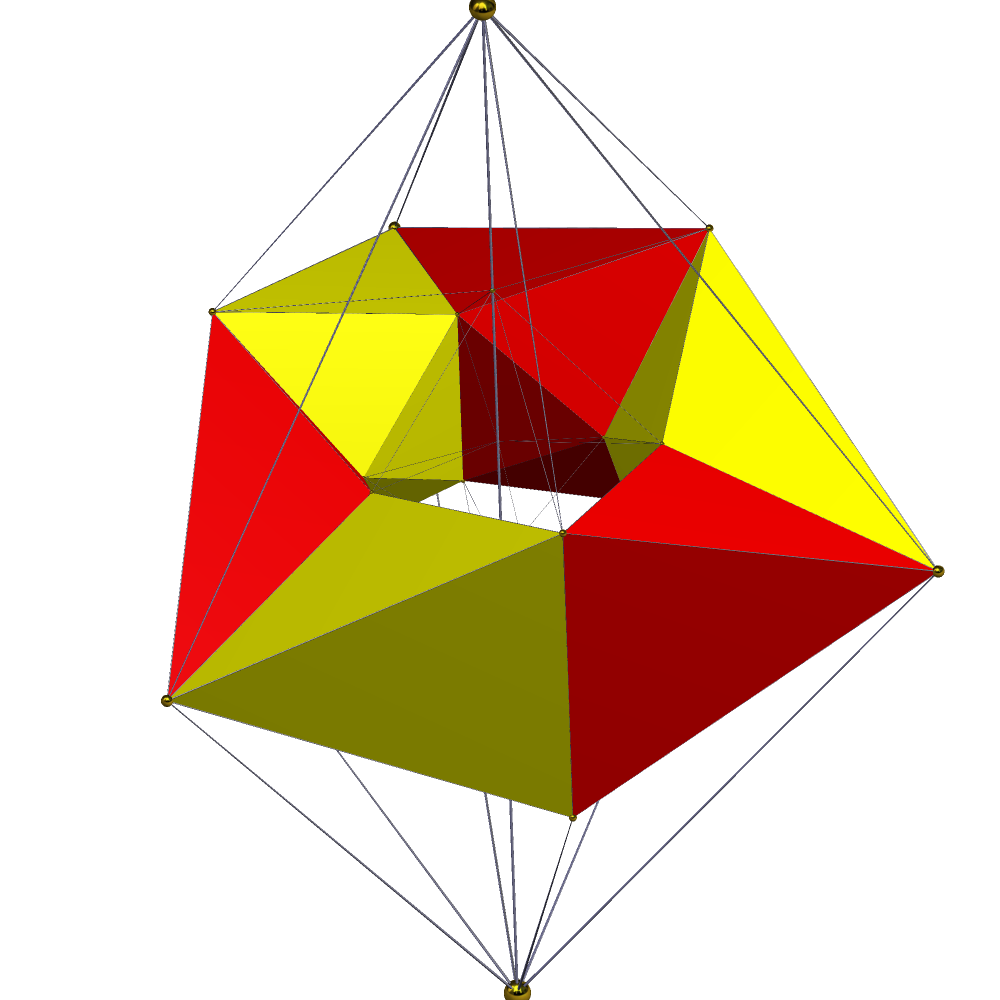
O proiecție în perspectivă cu o latură în față, care arată unul din cele patru inele de 6 octaedre din jurul ecuatorului

Cele 24 de celule pot fi împărțite în patru seturi disjuncte de inele din 6 celule aflate în cercuri mari, formând o fibrare Hopf discretă din patru inele interconectate. Un inel este „vertical”, cuprinzând celulele pol și patru celule meridiane. Celelalte trei inele cuprind fiecare două celule ecuatoriale și patru celule meridiane, două din emisfera nordică și două din cea sudică.
De reținut că această cale hexagonală a cercului mare implică un unghiul interior/diedru dintre celulele adiacente de 180 – 360/6 = 120°. Acest lucru sugerează că se pot plasa adiacent exact trei 24-celule într-un plan și se poate forma un fagure cvadridimensional din 24-celule, așa cum a fost descris anterior.
Se poate urmări, de asemenea, o cale pe un cerc mare prin vârfurile opuse ale octaedrelor, cale care are o lungime de patru celule. Acestea sunt geodezicele pătrate de-a lungul a patru coarde √2. Această cale corespunde traversării diagonale prin pătratele din secțiunea transversală a cuboctaedrului. 24-celule este singurul politop regulat în mai mult de două dimensiuni în care se poate traversa un cerc mare doar prin vârfurile opuse (și interiorul) fiecărei celule. Acest cerc mare este autodual. Această cale a fost urmată mai sus prin setul de 8 celule nemeridiane (ecuatoriale) și polare. 24-celule poate divizat în trei subseturi de 8 celule, fiecare având organizarea unui tesseract. Fiecare dintre aceste subseturi poate fi divizat în continuare în două lanțuri de cercuri mari de patru celule, care se întrepătrund. Împreună, aceste trei subseturi produc acum o altă fibrare Hopf discretă cu șase inele.

## Construcția a trei grupuri Coxeter
Există două forme inferioare de simetrie ale 24-celulei: simetria B4 sau [3,3,4], obținută prin rectificarea unui 16-celule, simetrie cu 8 și 16 celule octaedrice, colorate în două culori, și simetria D4 sau [31,1,1] obținută prin rectificarea unui semitesseract, simetrie cu câte 8 octaedre, colorate în trei culori.
|                                                                                             |                                                                            |                                |
| Trei seturi de 8 celule tetraedrice rectificate                                             | Un set de 16 celule tetraedrice rectificate și unul de 8 celule octaedrice | Un set de 24 celule octaedrice |
| Figura vârfului (Fiecare latură corespunde unei fețe triunghiulare, colorate după simetrii) |                                                                            |                                |
|                                                                                             |                                                                            |                                |

## Poligoane complexe asociate
Poligonul complex regulat 4{3}4,  sau  conține cele 24 de vârfuri ale unui 24-celule, și 24 de 4-laturi care corespund pătratelor din centrele a 24 din cele 48 de celule octaedrice. Simetria sa este 4[3]4, ordinul 96.
Politopul complex regulat 3{4}3,  sau , în {\displaystyle \mathbb {C} ^{2}} are o reprezentare reală un 24-celule în spațiul cvadridimensional. 3{4}3 are 24 de vârfuri și 24 de 3-laturi. Simetria sa este 3[4]3, ordinul 72.
| Nume     | {3,4,3},                                                                             | 4{3}4, | 3{4}3, |
| Simetrie | [3,4,3], , ordin 1152                                                                | 4[3]4, , ordin 96                                                                                                 | 3[4]3, , ordin 72 |
| -------- | ------------------------------------------------------------------------------------ | --- | --- |
| Vârfuri  | 24                                                                                   | 24 | 24 |
| Laturi   | 96 2-laturi                                                                          | 24 4-laturi | 24 3-laturi |
| Imagine  | 24-celule în planul Coxeter F4, cu 24 de vârfuri în două inele de 12 și 96 de laturi | · 4{3}4, are 24 de vârfuri și 32 de 4-laturi în pătrate, câte 8 colorate aici cu roșu, verde, albastru și galben. | · 3{4}3 sau are 24 de vârfuri și 24 de 3-laturi, câte 8 colorate aici roșu, verde și albastru, cu laturile albastre colorate complet. |

## 4-politopuri asociate
Mai multe 4-politopuri uniforme pot fi obținute din 24-celule prin trunchiere:
- trunchierea la 1/3 din lungimea laturilor produce 24-celule trunchiat;
- trunchierea la 1/2 din lungimea laturilor produce 24-celule rectificat;
- trunchierea la jumătate a dualului 24-celule produce 24-cell bitrunchiat, care este izotop.

Pe cele 96 de laturi ale 24-celulelor se pot amplasa la secțiunea de aur cele 96 de vârfuri ale unui 24-celule snub. O modificare analogă a unui octaedru produce un icosaedru, sau „octaedru snub”.
24-celule este unicul politop euclidian regulat convex autodual, care nu este nici un poligon, nici un simplex. Relaxarea condiției de convexitate permite alte două figuri: marele 120-celule și marele 120-celule stelat. Împreună cu el însuși poate forma un compus politopic: compus din două 24-celule (v. mai sus).

## Politopuri uniforme asociate
|                   |                      |                     |                        |                            |                               |                               |                               |
| {3,31,1} h{4,3,3} | 2r{3,31,1} h3{4,3,3} | t{3,31,1} h2{4,3,3} | 2t{3,31,1} h2,3{4,3,3} | r{3,31,1} {31,1,1}={3,4,3} | rr{3,31,1} r{31,1,1}=r{3,4,3} | tr{3,31,1} t{31,1,1}=t{3,4,3} | sr{3,31,1} s{31,1,1}=s{3,4,3} |

| Familia politopurilor 24-celule | Familia politopurilor 24-celule | Familia politopurilor 24-celule | Familia politopurilor 24-celule | Familia politopurilor 24-celule | Familia politopurilor 24-celule | Familia politopurilor 24-celule | Familia politopurilor 24-celule | Familia politopurilor 24-celule | Familia politopurilor 24-celule | Familia politopurilor 24-celule | Familia politopurilor 24-celule |
| Nume                            | 24-celule                       | 24-celule trunchiat             | 24-celule snub                  | 24-celule rectificat            | 24-celule cantelat              | 24-celule bitrunchiat           | 24-celule cantitrunchiat        | 24-celule runcinat              | 24-celule runcitrunchiat        | 24-celule omnitrunchiat         |                                 |
| Simbol Schläfli                 | {3,4,3}                         | t0,1{3,4,3} t{3,4,3}            | s{3,4,3}                        | t1{3,4,3} r{3,4,3}              | t0,2{3,4,3} rr{3,4,3}           | t1,2{3,4,3} 2t{3,4,3}           | t0,1,2{3,4,3} tr{3,4,3}         | t0,3{3,4,3}                     | t0,1,3{3,4,3}                   | t0,1,2,3{3,4,3}                 |                                 |
| Diagramă Coxeter                |                                 |                                 |                                 |                                 |                                 |                                 |                                 |                                 |                                 |                                 |                                 |
| ------------------------------- | ------------------------------- | ------------------------------- | ------------------------------- | ------------------------------- | ------------------------------- | ------------------------------- | ------------------------------- | ------------------------------- | ------------------------------- | ------------------------------- | ------------------------------- |
| Diagramă Schlegel               |                                 |                                 |                                 |                                 |                                 |                                 |                                 |                                 |                                 |                                 |                                 |
| F4                              |                                 |                                 |                                 |                                 |                                 |                                 |                                 |                                 |                                 |                                 |                                 |
| B4                              |                                 |                                 |                                 |                                 |                                 |                                 |                                 |                                 |                                 |                                 |                                 |
| B3(a)                           |                                 |                                 |                                 |                                 |                                 |                                 |                                 |                                 |                                 |                                 |                                 |
| B3(b)                           |                                 |                                 |                                 |                                 |                                 |                                 |                                 |                                 |                                 |                                 |                                 |
| B2                              |                                 |                                 |                                 |                                 |                                 |                                 |                                 |                                 |                                 |                                 |                                 |

24-celule poate fi obținut și ca 16-celule rectificat:
| Diagramă Schlegel |           |                      |                      |                       |                    |                       |                          |                          |                         |
| B4                |           |                      |                      |                       |                    |                       |                          |                          |                         |
|                   |           |                      |                      |                       |                    |                       |                          |                          |                         |
| Nume              | 16-celule | 16-celule rectificat | 16-celule trunchiat  | 16-celule cantelat    | 16-celule runcinat | 16-celule bitrunchiat | 16-celule cantitrunchiat | 16-celule runcitrunchiat | 16-celule omnitrunchiat |
| Diagramă Coxeter  | · =       | · =                  | · =                  | · =                   |                    | · =                   | · =                      |                          |                         |
| Simbol Schläfli   | {3,3,4}   | t1{3,3,4} r{3,3,4}   | t0,1{3,3,4} t{3,3,4} | t0,2{3,3,4} rr{3,3,4} | t0,3{3,3,4}        | t1,2{3,3,4} 2t{3,3,4} | t0,1,2{3,3,4} tr{3,3,4}  | t0,1,3{3,3,4}            | t0,1,2,3{3,3,4}         |
| Diagramă Schlegel |           |                      |                      |                       |                    |                       |                          |                          |                         |
| B4                |           |                      |                      |                       |                    |                       |                          |                          |                         |

Teselări simetrice:
| Imagine         |       |       |       |       |       |       |         |
| Celule          | {3,3} | {3,4} | {3,5} | {3,6} | {3,7} | {3,8} | [[{3,∞} |
| Figura vârfului | {3,3} | {4,3} | {5,3} | {6,3} | {7,3} | {8,3} | {∞,3}   |